# Harriet Walter
Harriet Mary Walter (Londen, 24 september 1950) is een Britse actrice. 

## Biografie
Walter is een nicht van de Britse acteur, zanger en schrijver Christopher Lee. Walter doorliep de middelbare school aan de Cranborne Chase School in Wiltshire. Hierna wilde zij drama studeren maar werd bij vijf opleidingen geweigerd, toen werd zij aangenomen aan de London Academy of Music and Dramatic Art in Londen. Tijdens haar studietijd in Londen speelde zij ook in lokale theaters.  
Walter begon in 1979 met acteren in de miniserie Rebecca, waarna zij nog meerdere rollen speelde in televisieseries en films. Zij is vooral bekend van haar rol als hoofd recherche Natalie Chandler in de televisieserie Law & Order: UK waar zij in 40 afleveringen speelde (2009-2014). 
Walter is in 2011 getrouwd met de Amerikaanse acteur Guy Paul. In 2000 werd zij voor haar dramawerk onderscheiden met een benoeming tot Dame Commandeur in de Orde van het Britse Rijk.

## Filmografie

### Films
- 2022 Your Christmas or Mine? als Iris
- 2022 Burial - als Anna Marshall
- 2021 The Last Duel - als Nicole de Buchard
- 2020 Herself - als Peggy
- 2019 Rocketman - als Helen Piena
- 2018 My Dinner with Hervé - als Baskin
- 2017 The Sense of an Ending - als Margaret Webster
- 2016 Mindhorn - als agente van Richard
- 2016 Denial - als Vera Reich
- 2015 Star Wars: Episode VII: The Force Awakens - als dr. Kalonia
- 2015 Man Up - als Fran
- 2014 Suite française - als Viscountess de Montmort
- 2012 The Domino Effect - als Ann
- 2012 The Wedding Video - als Alex
- 2012 En kongelig affære - als Augusta - princes of Wales
- 2009 From Time to Time - als Lady Gresham
- 2009 The Young Victoria - als Queen Adelaide
- 2009 Chéri - als La Loupiote
- 2009 A Short Stay in Switzerland - als Clare
- 2009 Morris: A Life with Bells On - als professor Compton Chamberlayne
- 2008 Abraham's Point - als ms. Nemeth
- 2008 Broken Lines - als Leah
- 2007 Ballet Shoes - als dr. Smith
- 2007 Atonement - als Emily Tallis
- 2006 Babel - als Lilly
- 2005 Chromophobia - als Penelope Aylesbury
- 2004 London - als Virginia Woolf
- 2003 Frankenstein: Birth of a Monster - als Mary Wollstonecraft
- 2003 Bright Young Things - als Lady Metroland
- 2002 George Eliot: A Scandalous Life - als Mary Ann Evans / George Eliot
- 2002 Villa des roses - als Olive Burrell
- 2001 Macbeth - als Lady Macbeth
- 1999 The Magical Legend of the Leprechauns - als Queen Morag
- 1999 Onegin - als Madame Larina
- 1998 Norman Ormal: A Very Political Turtle - als Felicity Ormal
- 1998 Bedrooms and Hallways - als Sybil
- 1998 The Governess - als mrs. Cavendish
- 1997 Keep the Aspidistra Flying - als Julia Comstock
- 1996 The Leading Man - als Liz Flett
- 1995 Sense and Sensibility - als Fanny Dashwood
- 1994 A Man You Don't Meet Every Day - als Charlotte
- 1993 The Hour of the Pig - als Jeannine Martin
- 1990 Milou en mai - als Lily
- 1985 The Good Father - als Emmy Hooper
- 1985 Turtle Diary - als Harriet Sims
- 1984 Reflections - als Ottilie Garinger
- 1984 Amy - als Amy Johnson
- 1981 The Cherry Orchard - als Varya

### Televisieseries
Uitgezonderd eenmalige gastrollen.
- 2023 Silo - als Martha Walker - 2 afl.
- 2018-2023 Succession - als Lady Caroline Collingwood - 7 afl.
- 2021-2023 Ted Lasso - als Deborah - 3 afl.
- 2022 This Is Going to Hurt - als Veronique - 7 afl.
- 2020 Killing Eve - als Dasha - 7 afl.
- 2020 Belgravia - als Caroline Bellasis - 6 afl.
- 2020 The End - als Edie Henley - 10 afl.
- 2019 The Spanish Princess - als Margaret Beaufort - 8 afl.
- 2019 Curfew - als Helen Newman - 4 afl.
- 2018 Black Earth Rising - als Eve Ashby - 2 afl.
- 2018 Flowers - als Hylda - 5 afl.
- 2017 Black Sails - als Marion Guthrie - 3 afl.
- 2017 Call the Midwife - als zuster Ursula - 3 afl.
- 2016 The Crown - als Clemmie Churchill - 7 afl.
- 2013-2015 Downton Abbey - als Lady Shackleton - 4 afl.
- 2014 The Assets - als Jeanne Vertefeuille - 8 afl.
- 2009-2014 Law & Order: UK - als hoofd recherche Natalie Chandler - 40 afl.
- 2013 Heading Out - als Angela - 2 afl.
- 2010 This September - als Isobel Balmerino - 2 afl.
- 2008 Little Dorrit - als mrs. Gowan - 3 afl.
- 2007 Five Days - als ACC Jenny Griffin - 2 afl.
- 2006 Doctors - als Annie Fenton - 4 afl.
- 2005 Messiah: The Harrowing - als professor Robb - miniserie
- 2001 Waking the Dead - als Annie Keel - 2 afl.
- 1998-1999 Unfinished Business - als Amy - 12 afl.
- 1994 Hard Times - als Rachel - 4 afl.
- 1991 The Men's Room - als Charity Walton - 5 afl.
- 1987 A Dorothy L. Sayers Mystery - als Harriet Vane - 10 afl.
- 1985 The Price - als Frances Carr - 6 afl.

- Biblioteca Nacional de España: XX5114332
- Bibliothèque nationale de France: cb142376826 (data)
- CiNii: DA13473140
- Gemeinsame Normdatei: 173583431
- International Standard Name Identifier: 0000 0001 1492 7059
- Library of Congress Control Number: no94020969
- MusicBrainz: 2ad167d1-eaba-41e2-b9ea-dee7fc34d3bb
- Nationale Bibliotheek van Tsjechië: pna2009482651
- Nationale bibliotheek van Australië: 35614868
- Nationale Bibliotheek van Israël: 987007434755005171
- Nationale Bibliotheek van Polen: a0000003818457
- Nederlandse Thesaurus van Auteursnamen: 291489265
- Istituto Centrale per il Catalogo Unico: MODV645356
- Système universitaire de documentation: 070218692
- Trove: 1015476
- Virtual International Authority File: 63585184
- WorldCat: E39PBJbtmtD9VQGkVwyqdKTGpP